# Eumenes lybicus
Eumenes lybicus är en stekelart som beskrevs av Giordani Soika. Eumenes lybicus ingår i släktet krukmakargetingar, och familjen Eumenidae. Utöver nominatformen finns också underarten E. l. rubroniger.